# Bolszoje Maslennikowo
Bolszoje Maslennikowo (ros. Большо́е Масленниково) – wieś w Rosji, w obwodzie jarosławskim, w rejonie tutajewskim w gminie Czobakowo. 1 stycznia 2007 miejscowość zamieszkiwała 1 osoba.
6 marca 1937 roku w tej miejscowości urodziła się Walentina Tierieszkowa, radziecka kosmonautka, która dnia 16 czerwca 1963 w misji Wostok 6 jako pierwsza kobieta poleciała w przestrzeń kosmiczną.